# Каролинівка
Каролинівка (пол. Karolinówka) — зупинний пункт у Каролинівці (входить до складу Каролинівської колонії) на території гміни Руда Гута Люблінського воєводства у Польщі, з однією береговою платформою.
У 2017 році зупинка обслуговувала 0-9 пасажирів на добу.